# Rivas de Tereso
Rivas de Tereso es una localidad española del municipio de San Vicente de la Sonsierra, en la comunidad autónoma de La Rioja.

## Geografía
Está situada en plena sierra de Toloño, a 644 m de altitud. Está diferenciada en dos barrios: el de arriba, en torno a la iglesia de San Miguel (siglo XIII), y el de abajo, con la iglesia de la Concepción. 

## Historia
Tuvo ayuntamiento propio. Hasta la reforma de la nomenclatura municipal de 1916 el municipio se llamaba simplemente Ribas. En dicha fecha su nombre fue modificado por el de Ribas de Tereso. El municipio desapareció por esas fechas, al ser incorporado a San Vicente de la Sonsierra.

## Demografía
| Gráfica de evolución demográfica de Rivas de Tereso entre 1842 y 1910 |
| |
| Población de derecho según los censos de población del INE Población de hecho según los censos de población del INEEntre el censo de 1920 y el anterior, este municipio desaparece porque se integra en el municipio 26142 (San Vicente de la Sonsierra) |

Rivas de Tereso contaba a 1 de enero de 2021 con una población de 23 habitantes, 13 hombres y 10 mujeres.
| Gráfica de evolución demográfica de Rivas de Tereso entre 2000 y 2021                            |
|                                                                                                  |
| Población de derecho (2000-2021) según los censos de población del INE a 1 de enero de cada año. |

## Patrimonio

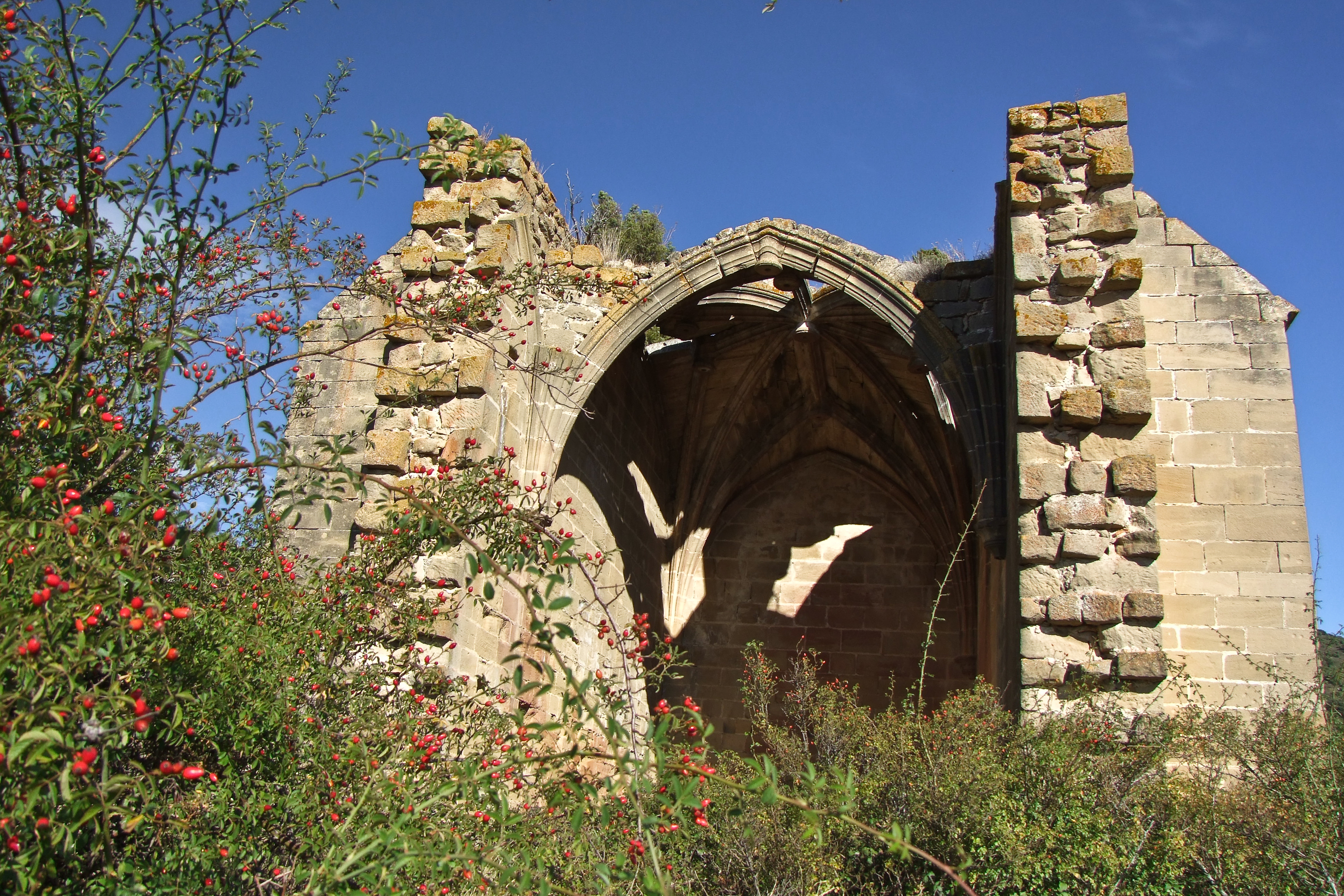
Ermita de San Bartolomé de Orzales

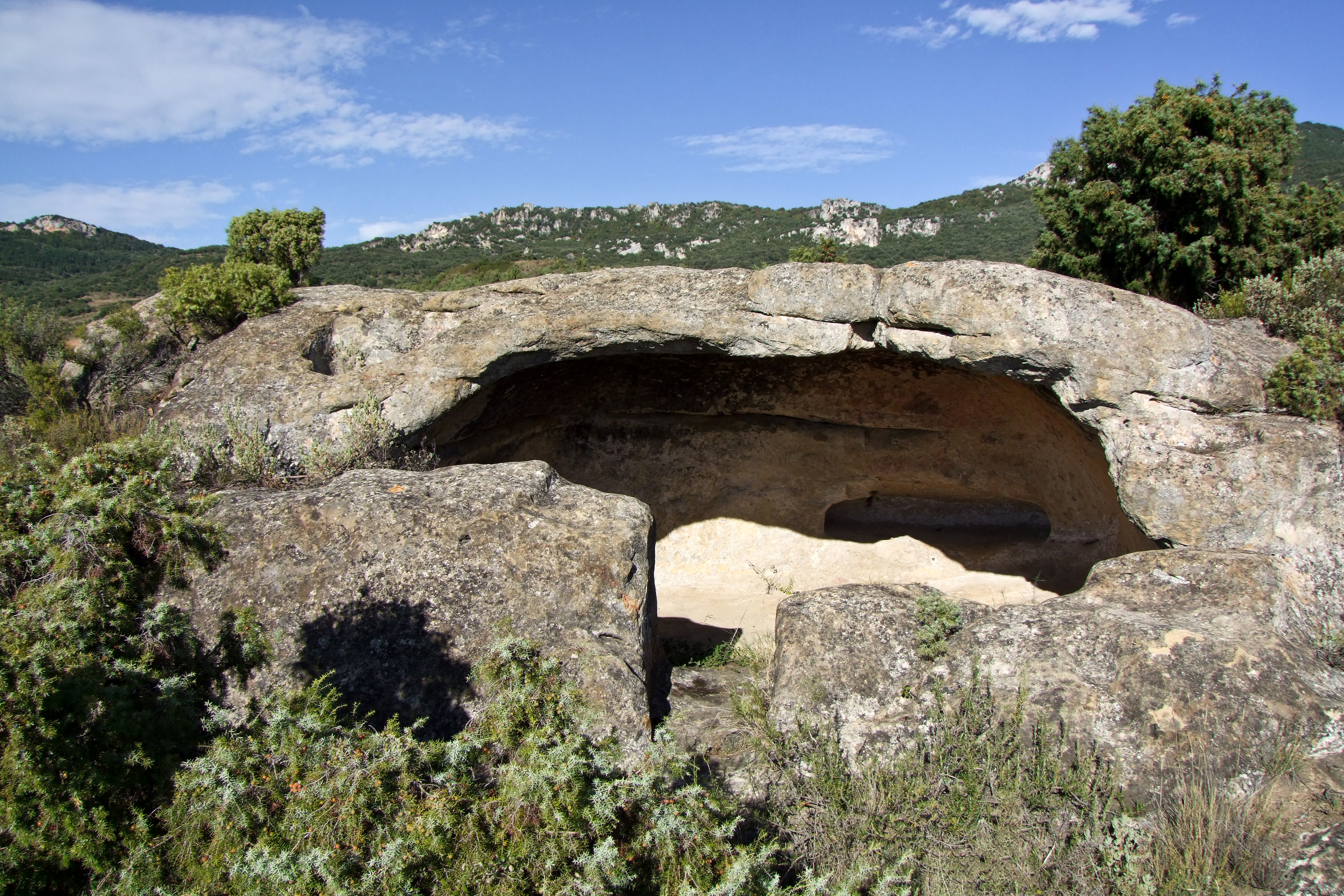
Eremitorio de Gobate

- Ermita de San Bartolomé de Orzales. A las afueras del pueblo, en dirección a Peciña se encuentra la ermita de Orzales. Perteneció a la abandonada aldea de Orzales, tras lo cual fue usada por bandoleros. Se supone que los restos de la aldea fueron derruidos por las tropas francesas durante la Guerra de Independencia por considerarlo un escondite guerrillero.
- Eremitorio de Gobate: dos antiguos eremitorios medievales de los siglos IX al XI, época anterior a la creación de los monasterios como lugar de vida contemplativa. Son pequeñas cuevas excavadas en la roca arenisca que incluyen restos de tumbas antropomórficas. El topónimo procede de goba, 'cueva' en euskera.
- Menhir de Peña Lacha. Megalito de 3,35 m de altura descubierto en 2006

## Fiestas
- San Martín "El Joven". Último domingo de septiembre.
- San Martín "El Viejo". 11 de noviembre.